# Frederik Christensen
Pour les articles homonymes, voir Christensen.
Frederik Christensen, né le 7 juin 2002 à Ikast au Danemark, est un footballeur danois qui évolue au poste d'arrière gauche au VfL Osnabrück.

## Biographie

### En club
Né à Ikast au Danemark, Frederik Christensen est formé par le FC Midtjylland avant de rejoindre le club rival du Viborg FF en 2021. Il fait sa première apparition en professionnel le 2 septembre 2021, à l'occasion d'une rencontre de coupe du Danemark face au FC Fredericia où il est titularisé. Son équipe est battue ce jour-là après une séance de tirs au but. Il joue son premier match de Superligaen face au SønderjyskE le 28 novembre 2021. Il entre en jeu à la place de Younes Bakiz et les deux équipes se neutralisent (1-1 score final).
Le 6 juillet 2022, Frederik Christensen rejoint le FC Fredericia pour un contrat d'un an, soit jusqu'en juin 2023,.
Le 3 janvier 2024, Frederik Christensen rejoint la Suède afin de signer en faveur de l'IF Brommapojkarna pour un contrat de trois ans, soit jusqu'en décembre 2026.
Christensen marque son premier but pour Brommapojkarna le 21 avril 2024 face au Halmstads BK, en championnat. Il est l'auteur de l'ouverture du score au bout de deux minutes de jeu, et permet à son équipe de l'emporter (0-2 score final).
Le 28 juin 2025, Frederik Christensen rejoint l'Allemagne en signant avec le VfL Osnabrück sous la forme d'un prêt d'une saison.

### En sélection
Frederik Christensen représente le Danemark en sélection. Il commence avec les moins de 16 ans, jouant au total six matchs entre 2017 et 2018.
Il joue ensuite avec l'équipe des moins de 17 ans du Danemark de 2018 à 2019, jouant un total de treize matchs, principalement au poste de milieu défensif.